# Chiesa di Santa Margherita in Salagona
La chiesetta di Santa Margherita in Salagona è uno dei più antichi edifici religiosi del Cadore, unica costruzione superstite del villaggio di Salagona distrutto dal furioso incendio del 21 agosto 1705.

## Descrizione
Fondata sotto il dominio dei Caminesi, le prime notizie della sua esistenza risalgono al 1285, quando dipendeva dal patriarcato di Aquileia.
La chiesetta, parzialmente occultata dalla cortina di case novecentesche costruite lungo la strada, appare invece rispettosamente isolata nell'ampio prato che precede i boschi.
L'edificio, di estrema semplicità e di ridotte dimensioni, rivela la sua destinazione al culto con il piccolo campanile, quasi un comignolo, posto sul colmo del tetto, dalle due falde coperte di scandole, al limitare della facciata. Manifestazione rafforzata anche dalla trabeazione modanata che nobilita il portale, impensabile altrimenti in una struttura così piccola, e viceversa attenuata dal disallineamento delle due strabiche finestrelle in facciata.

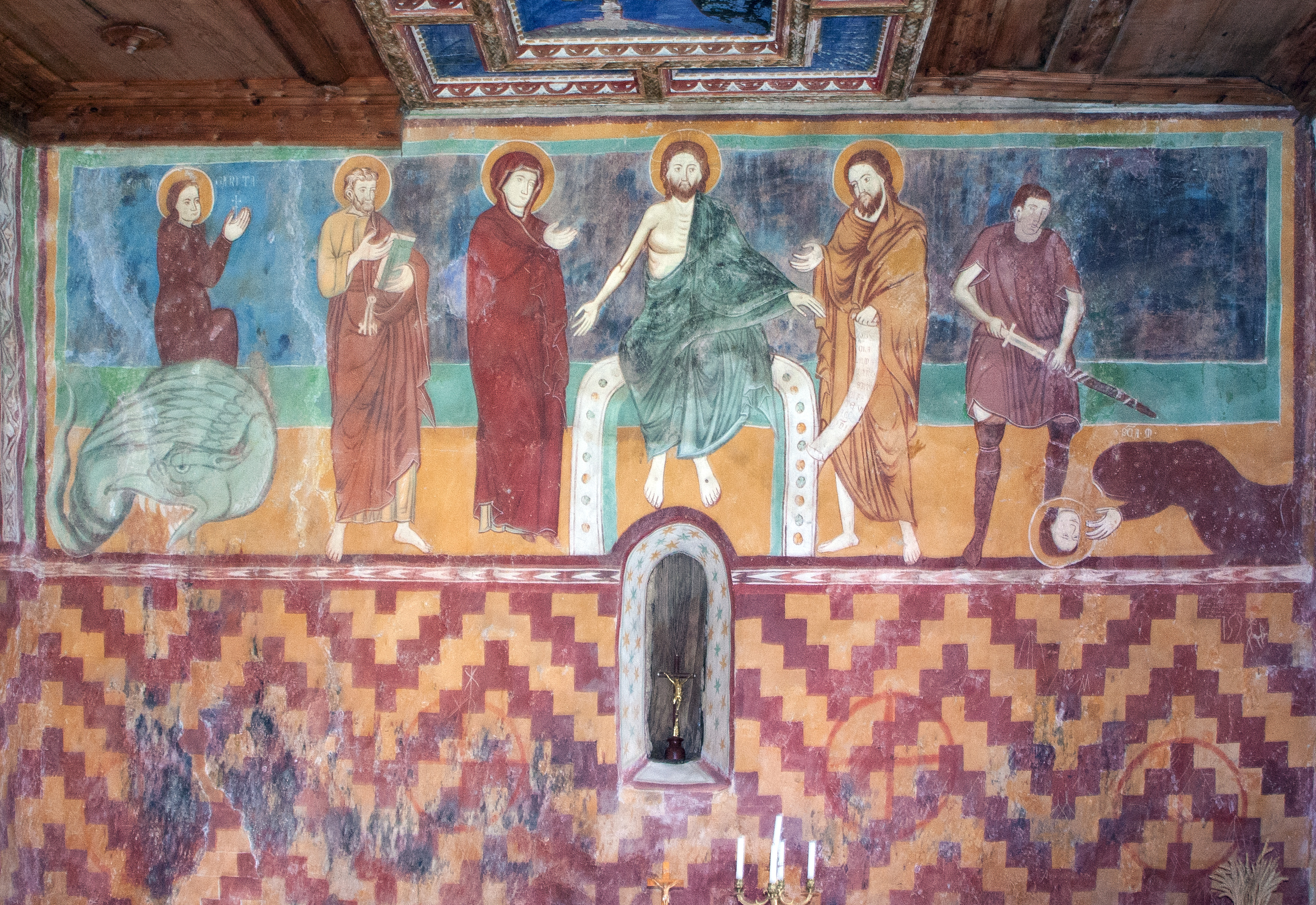
Primo pittore di Salagona, Deesis con due scene della passione di Margherita

L'unica aula interna squadrata è interamente affrescata con un gusto nettamente orientale, un ultimo e tardivo esempio delle varianti terrafermiere della pittura veneziana bizantineggiante, solo qua e là vivacizzato da nuove soluzioni. Questo modo di dipingere secondo il modello delle icone greche non è l'unico esempio nell'area bellunese. Per quanto raro, si può mettere in stretta relazione per esempio con gli affreschi della chiesa di santa Caterina a Ponte nelle Alpi. II ciclo è probabilmente opera di due distinti e anonimi monaci viandanti di formazione trevisana a cavallo tra l'ultimo quarto del XIII secolo e l'inizio di quello successivo. A confermare la provenienza trevigiana dei pittori valgono anche la tramatura degli abbassamenti, in parte a regalzier e in parte a squame lobate, finitura tipica negli edifici trevigiani in quel periodo caminese.

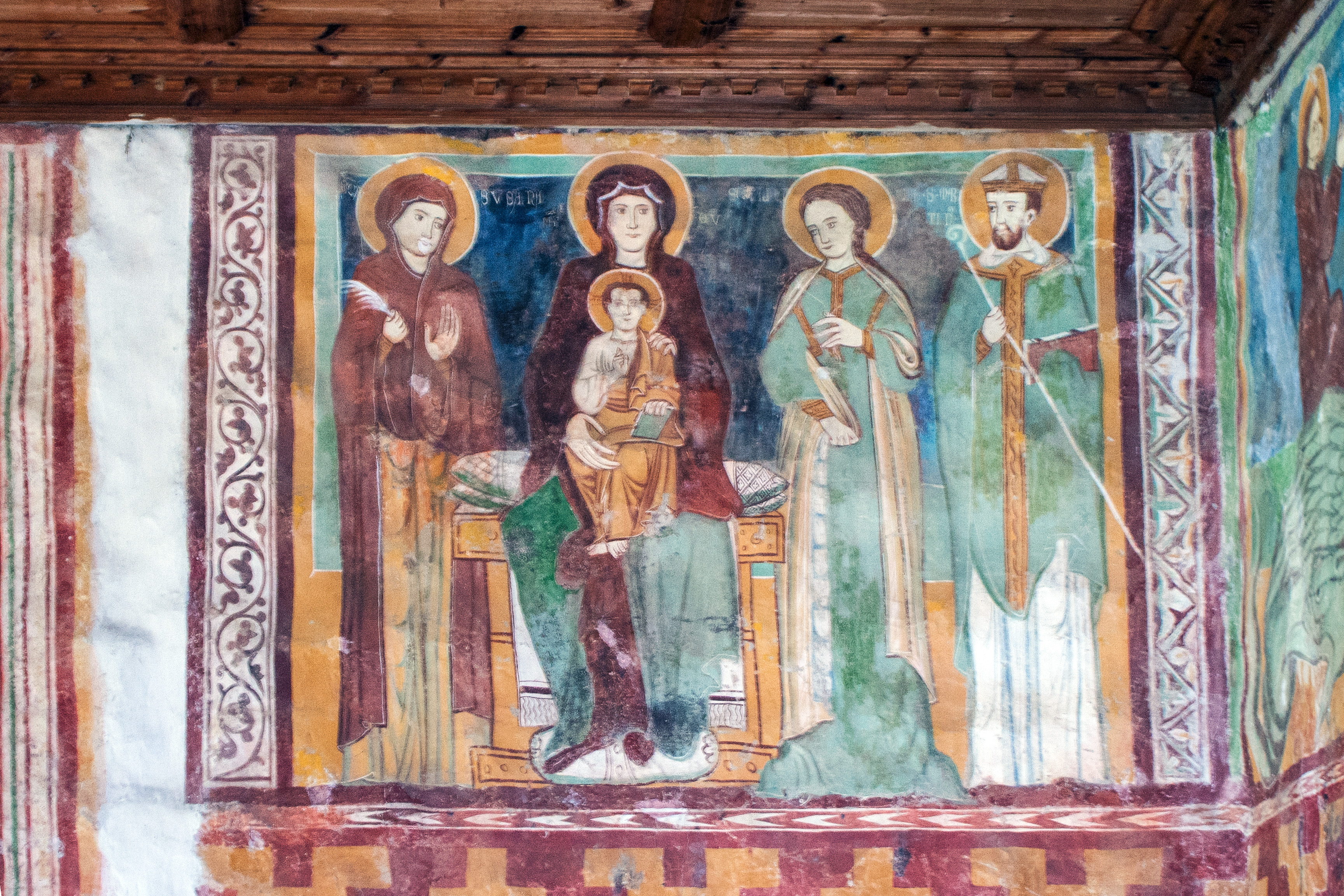
Primo pittore di Salagona, Madonna col Bambino in trono e i santi Susanna, Giuliana e Martino vescovo

Sulla parete absidale è dipinta una Deesis, accompagna da due momenti della passione di Margherita: il trionfo sul demonio in fattezze di drago e il martirio per decapitazione. Nella figurazione centrale il Cristo giudicante, seduto su di un trono arcobaleno e nell'inconsueta postura tra porgere un abbraccio e l'ostentazione delle piaghe, è affiancato dalla Madre ammantata col maphorion e dal Battista, il precursore che regge il cartiglio con la profezia dell'avvento: vox clamantis in d[e]serto parate viam D[omini] (Voce di uno che grida nel deserto: «Preparate la via del Signore […]» Mc 1,3). Sulla sinistra tra Maria e Margherita che esce dal ventre del drago è aggiunto Pietro. La scena, secondo l'uso orientale, non è inserita in alcun paesaggio, soltanto la riquadratura del fondo accenna dà un accenno di spazialità.
Allo stesso pittore della Deesis, caratterizzato da un segno marcato a definizione delle figure, è attribuibile il riquadro della Madonna col Bambino in trono ed i santi Susanna, Giuliana e Martino vescovo al fondo della parete sinistra verso l'abside. 

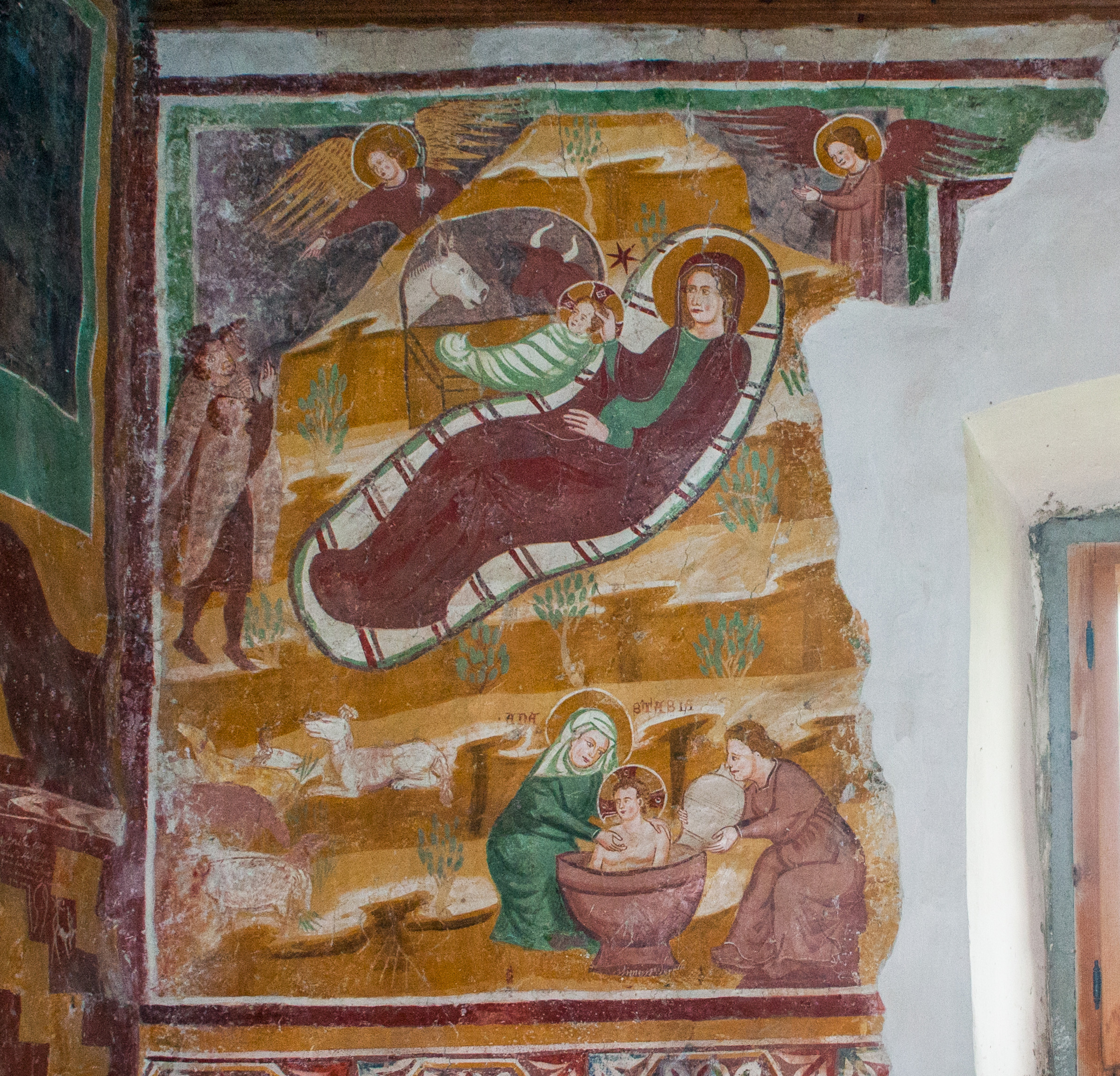
Secondo pittore di Salagona, Natività

Nell'immutabile linguaggio delle icone l'evocazione di un paesaggio era invece necessario per illustrare la Natività. E così è a Salagona sulla parte sinistra verso il fondo, questa volta ad opera del secondo pittore, dai colori più morbidi e più propenso alla vivacità dei movimenti.

Sulle falde di un monte, squarciato da un'oscura e simbolica caverna da cui occhieggiano il bue l'asinello, il Bambino in fasce è deposto su di un profetico sarcofago. Sopra la sua testa, accarezzata da Maria, appare una stella a sei punte a ricordare la discendenza da David, per parte di madre. 

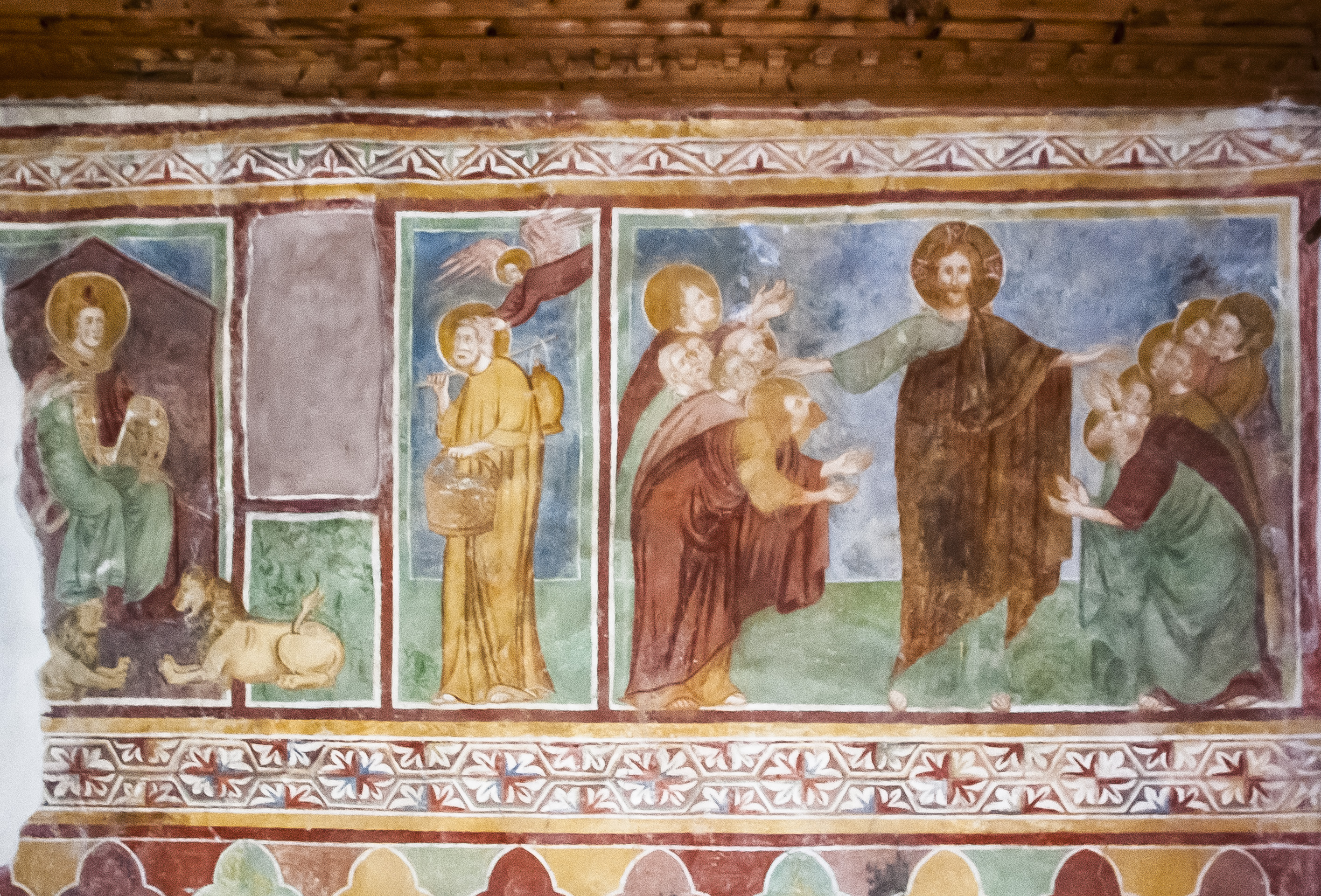
Secondo pittore di Salagona, Daniele nella fossa dei leoni salvato da Abacuc e Cristo risorto appare agli Apostoli

In alto due angeli festosi chiamano i pastori che giungono da destra con il loro gregge. In basso è la scena, tratta dagli Apocrifi, delle due levatrici che lavano il Bambino: Anastasia, la prima credente, è incoronata dall'aureola a differenza della pagana e incredula Sebel.
Di nuovo senza una scenografia sono gli altri riquadri sulla parete destra verso quella di ingresso, sempre del secondo pittore: Daniele nella fossa dei leoni e Abacuc e Cristo risorto appare agli Apostoli.

Il primo è suddiviso in ulteriori quattro vignettature, quasi a sottolineare una diacronicità. A sinistra Daniele è rappresentato assiso in una specie di trono e guardato da due leoni di cui uno sborda in una vignetta centrale in basso. La vignetta superiore centrale è perduta. Nella vignetta di destra troviamo Abacuc, sollevato per i capelli da un angelo, che giunge a portare una eucaristica cesta di pani e pesci e sulla spalla un piccolo otre. 

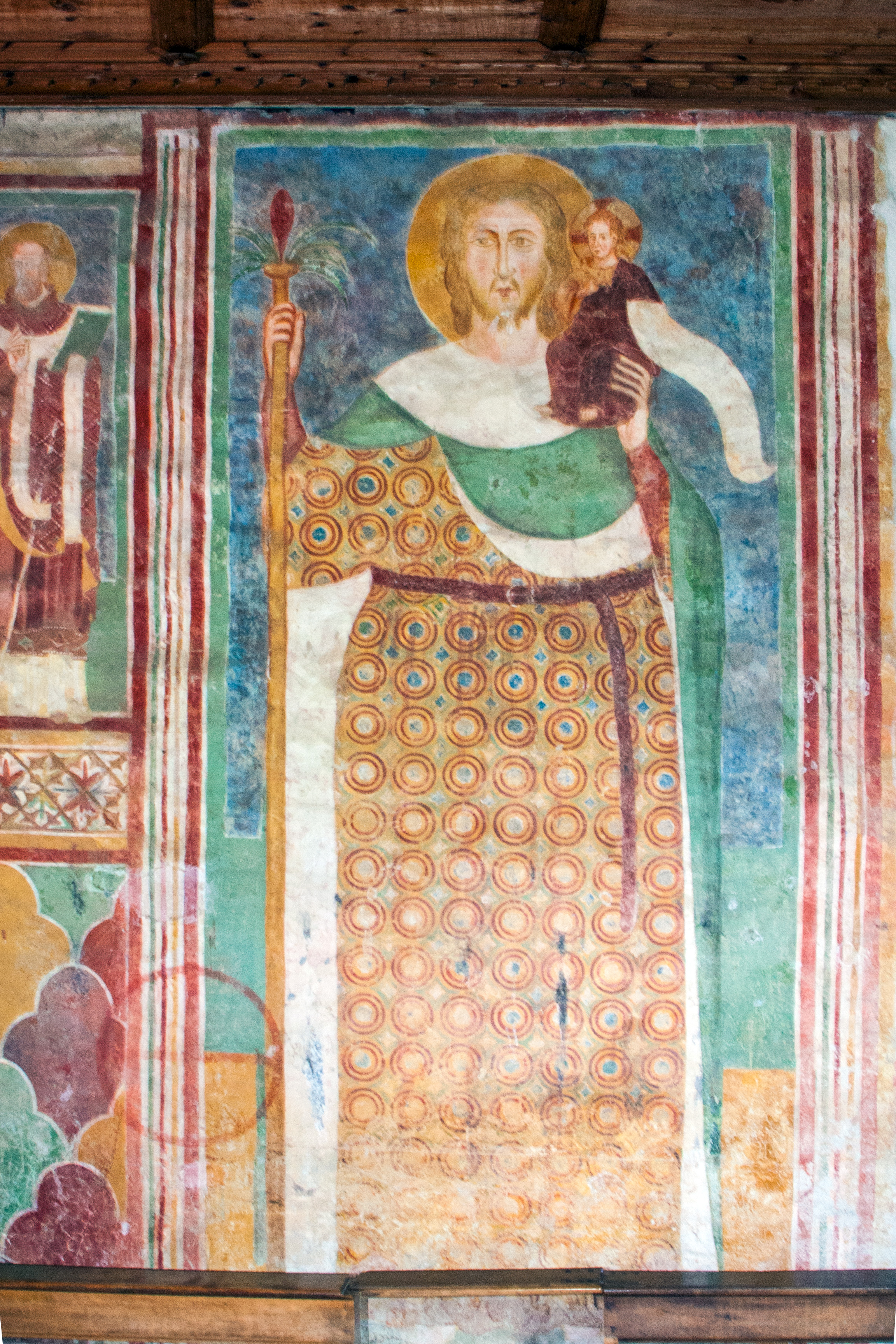
Secondo pittore di Salagona, San Cristoforo

Nel secondo è rappresentato un passo evangelico (Gv 20,19-31) assente nell'iconografia orientale e il pittore si trovò più libero di esprimere la concitazione degli Apostoli nell'accadimento. Quasi tutti sono variamente inchinati con i volti stupefatti e le mani protese verso un Cristo maestoso e benedicente.
La stessa vivacità è presente anche nella Missio Apostolorum che si stende su tutta la controfacciata ripiegandosi a destra per completare la rassegne dei dodici e accostarsi al separato riquadro dei due apostoli aggiunti: Paolo con la spada del suo martirio e Barnaba in tenuta di primo leggendario vescovo di Milano.
Un ultimo riquadro attribuito al secondo pittore è quello di San Cristoforo, come d'uso gigantesco: questa pittura infatti si estende per tutta l'altezza della sala, separando in due i decori degli abbassamenti.
Tradizionalmente il bastone di Cristoforo ha miracolosamente germinato delle fronde, ma qui piuttosto che con le nodosità usuali viene presentato finemente lavorato, dorato e culminato da una grande goccia rossa. Il santo invece che cogli abiti raccolti sulle gambe si presenta con una veste sontuosa da alto ecclesiastico decorata da orbicoli, un motivo tipico di Costantinopoli e passato poi agli arabi. La cosa è spiegabile in quanto segue il criterio, tipicamente orientale, per cui tanto più era la ricchezza del padrone, tanto più ricche dovevano essere gli abbigliamenti dei famigliari me anche dei servitori, e qui Cristoforo si mette al servizio della massima potenza divina. Purtroppo il cartiglio sorretto dal piccolo Gesù e ormai illeggibile.